# 1702 Kalahari
1702 Kalahari (A924 NC) là một tiểu hành tinh vành đai chính được phát hiện ngày 7 tháng 7 năm 1924 bởi E. Hertzsprung ở Johannesburg (LS).